# V/H/S/2
V/H/S/2 è un film horror del 2013 prodotto da Stati Uniti, Canada e Indonesia, sequel diretto di V/H/S, del quale ha conservato la struttura avendo una trama base che collega i vari cortometraggi. È stato scritto e diretto da più registi, tra cui: Simon Barrett, Jason Eisener, Gareth Evans, Gregg Hale, Eduardo Sánchez, Timo Tjahjanto e Adam Wingard.

## Trama
(Clarissa)

### Trama base (Tape 49) – Parte 1
Larry e la sua ragazza Ayesha sono due investigatori privati. Indagano e registrano su tutto ciò che gli viene chiesto. Il loro ultimo incarico è quello di scoprire che fine abbia fatto un ragazzino che non va più a scuola da settimane, caso a loro affidato dalla madre. Arrivati a casa sua, i due notano che ci sono vetri rotti ed il tutto sembra a dir poco fatiscente. In una stanza trovano una serie di televisori (molto simili a quelli del primo V/H/S) insieme ad alcune videocassette. Mentre il fidanzato controlla che non ci sia nessuno nella casa, nella quale trova delle tracce di sangue, Ayesha scopre alcuni video fatti dal ragazzo e da alcuni suoi amici in cui scoprono il seno a una ragazza in un garage (stando a rappresentare che il ragazzo che i due investigatori privati stanno cercando fa parte della gang di criminali del primo film). Rimane inoltre colpita dal fatto che lo scomparso fosse quasi ossessionato dalle videocassette al punto da commentare e registrare tutto. Decidendo di volerne vedere una, Ayesha è assorta nella visione, ignorante del fatto che qualcuno la stia osservando.

### Phase I: Clinical Trials
Dopo un incidente con la macchina, un uomo si fa impiantare un occhio artificiale al posto di quello che aveva perso. Il nuovo occhio registra ventiquattro ore su ventiquattro per trasmettere i dati all'azienda tecnologica che lo ha creato. Inoltre, il medico dice all'uomo che è normale che l'occhio trasmetta qualche “errore” visto che è ancora in fase di sperimentazione. Uscendo dall'ospedale l'uomo nota che una donna dai capelli rossi lo guarda senza sosta. 
Arrivato a casa nota che molti oggetti si spostano di continuo, e gli appaiono un uomo e una bambina senza vita. Il giorno successivo la ragazza del giorno prima bussa alla sua porta e gli rivela di chiamarsi Clarissa. Gli spiega che è sorda dalla nascita e che riesce a sentire grazie a un apparecchio acustico, ma quell'aggeggio è così forte da darle la possibilità di sentire i fantasmi. Una volta interagito con i fantasmi è impossibile scappare, e l'unica cosa che si può fare è ignorarli. 
Appare ai due ragazzi il fantasma dello zio di Clarissa, e la ragazza, per cacciarlo via, decide di attirare l'attenzione del padrone di casa copulandoci fino allo svenimento. Una volta svegli, Clarissa verrà risucchiata nella piscina e annegherà. L'uomo, sempre più spaventato decide di cavarsi l'occhio artificiale, ma, non riuscendo nel suo intento, verrà ucciso dagli stessi fantasmi.

### Trama base (Tape 49) – Parte 2
Una volta tornato nella stanza dove Ayesha sta guardando i video, Larry viene da lei informato del fatto che i video registrati sui V/H/S sono molto strani, ma certamente fake. Quando il fidanzato se ne va per setacciare la struttura, Ayesha guarda un'altra videocassetta.

### A Ride in the Park
Un uomo che doveva pranzare di prima mattina  con sua moglie decide di recarsi al parco ciclistico con la bicicletta, registrando il tutto con una telecamera posta sul casco. Mentre gira per il centro ciclistico incontra una donna ricoperta di sangue che gli chiede di salvare suo marito. Guardandosi intorno scopre che gli aggressori della donna sono degli zombie: anche lui diventerà uno di loro dopo essere stato morso dalla stessa donna che avrebbe dovuto trarre in salvo. Diventato zombie, morde due ciclisti che si trovavano di passaggio da quelle parti. Intrufolatisi poi al compleanno di una bambina, uccidono alcuni invitati e terrorizzano gli altri. Uno di questi, fuggendo con l'auto, investe il protagonista e nell'urto il cellulare si attiva, chiamando la compagna. Ascoltando la voce della donna amata e poi vedendo il suo riflesso in un finestrino, l'uomo riacquista abbastanza lucidità per capire che è diventato un mostro, quindi recupera un fucile, si ficca la canna in bocca e si uccide.

### Trama base (Tape 49) – Parte 3
Larry ritorna nella camera dove aveva lasciato Ayesha, ritrovandola addormentata e soggetta ad un'epistassi. L'uomo cerca nella sua borsa delle aspirine ma non le trova; si reca perciò al supermercato vicino per prendere delle medicine, lasciando la donna da sola. Ayesha decide di vedere un'altra videocassetta, ma mentre la inserisce nel videoregistratore una figura nascosta nell'oscurità la osserva.

### Safe Haven
Malik, insieme alla sua fidanzata incinta Lena e ai suoi amici Adam e Joni, intervistano il “Padre” di una comunità indonesiana molto ambigua. Lena convince il Padre a far entrare tutto il suo gruppo di amici nella sua comunità, convincendolo a fidarsi di lui. Una telecamera di sorveglianza mostra il Padre ferirsi nel suo studio e successivamente dei bambini che seguono una lezione. Il gruppo di amici entra nella comunità del Padre per intervistarlo, conoscendo così due donne molto ambigue. Durante l'intervista Lena non si sente bene e si reca in bagno; lungo il tragitto si sofferma in una classe nella nota i disegni dei bambini, che sembrano indifferenti a qualsiasi cosa. Arriva poi una donna, che le dice che suo figlio sarà grandioso. Malik si reca nel parcheggio per prendere la telecamera di riserva, ma scopre grazie al registratore che Lena è incinta e che il padre non è lui, bensì il suo miglior amico, Adam. Intanto il Padre parla all'intera comunità dicendo che è arrivato il momento. Spogliandosi dei suoi abiti uccide Joni, tagliandogli la gola e coprendosi col suo sangue. Inizia un suicidio di massa nel quale tutti i membri della setta si uccidono, chi bevendo una bevanda avvelenata e chi si sparandosi con una pistola. Adam entra in una stanza segreta dove trova una donna ferita dall'utero fino all'ombelico, ma ancora in vita. Malik viene catturato e ucciso, mentre Lena viene rapita dalle seguaci del Padre. Adam tenta di salvarla invano, dato che dalla sua pancia uscirà un essere immondo e demoniaco. I membri della comunità incominciano a rinascere come zombie, cercando di impedire ad Adam di fuggire, ma l'unico che lo fermerà sarà la Bestia in persona, che tra l'altro lo chiama pure "papà", facendo intendere quindi che si tratta del figlio suo e di Lena, trasformato. Il mostro tuttavia non sembra intenzionato ad ucciderlo e pare averlo attaccato ingenuamente solo per fermarlo e conoscerlo. Adam sentendosi chiamare padre inizia a ridere follemente.

### Trama base (Tape 49) – Parte 4
Larry torna con la medicina, ma con grande sorpresa trova Ayesha morta, apparentemente con un colpo auto-inflitto alla tempia. Su una videocassetta vi è la scritta “Guarda”. Larry la mette nel registratore, sperando che possa rivelargli il perché del gesto della fidanzata.

### Slumber Party Alien Abduction
All'inizio del filmato (la telecamera è montata addosso ad un cagnolino)  vediamo tre ragazzini, Randy, Gary e Tank, giocare agli alieni con dei costumi fatti in casa. Approfittano della partenza dei genitori di Randy per divertirsi tutto il giorno e arrivano a registrare sua sorella Jen mentre sta a letto col fidanzato Zack. Jen e Zack, per vendicarsi dell'accaduto, decidono di registrare Randy mentre si masturba. Dopo la riuscita del piano, una luce non identificata appare di fronte l'abitazione di Randy e Jen, seguita poi da un rumore fortissimo, simile ad una sirena. Nel bosco davanti alla casa sono atterrati degli alieni veri, che con una serie di agguati rapiranno i ragazzi, fino a quando non sarà rimasto più nessuno.

### Trama base (Tape 49) – Epilogo
Confuso dal video che ha visto, Larry scopre una registrazione fatta dal ragazzo che stava cercando, dove spiega come i nastri maledetti agiscano sul cervello, per poi affermare che è arrivato il momento di fare un video proprio. Sembra pure che sua madre approvi pienamente la sua decisione. Il ragazzo si suicida sparandosi in bocca, per poi rialzarsi come se nulla fosse (nonostante si ritrovi con la mascella spaccata in due) e scappa in un'altra stanza. La registrazione continua e mostra l'arrivo dei due detective, quindi il suicidio era avvenuto da poco. Ayesha intanto resuscita misteriosamente e attacca il suo fidanzato. Larry per fermarla le spezza il collo, ma la donna è ormai diventata uno zombie e lo insegue correndo a quattro zampe. Larry si nasconde  in un armadio e riesce ad eliminarla definitivamente sparandole alla testa. Purtroppo il ragazzo del video si era nascosto proprio in quell'armadio e strangolerà il detective. Poi, soddisfatto del suo video, spegnerà la videocamera.

## Critica
Il film ha ricevuto recensioni miste o medie dalla critica. Su Rotten Tomatoes riceve un indice di gradimento del 57% dicendo: "É una raccolta sregolata di film horror di tipo “found footage”, V / H / S talvolta riesce a suscitare paura in maniera creativa, ma la sua esecuzione è altalenante" mentre su Imdb ottiene un voto di 6,0/10.